# Ếch cây đốm xanh
Ếch cây đốm xanh (tên khoa học: Zhangixalus dennysi) là một loài ếch trong họ Rhacophoridae. Chúng được tìm thấy ở Trung Quốc, Lào, Myanmar và Việt Nam.
Các môi trường sống tự nhiên của chúng là các khu rừng ẩm ướt đất thấp nhiệt đới hoặc cận nhiệt đới, rừng mây ẩm nhiệt đới và cận nhiệt đới, sông, đầm nước, đầm nước ngọt, đầm nước ngọt có nước theo mùa, ao, đất có tưới tiêu, và kênh đào và mương rãnh.
Nó không được xem là bị đe dọa theo IUCN.
Kích thước: có thể đến 4 inch.

## Hình ảnh

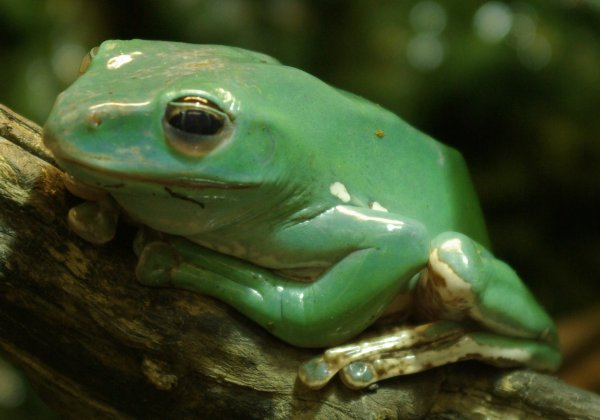
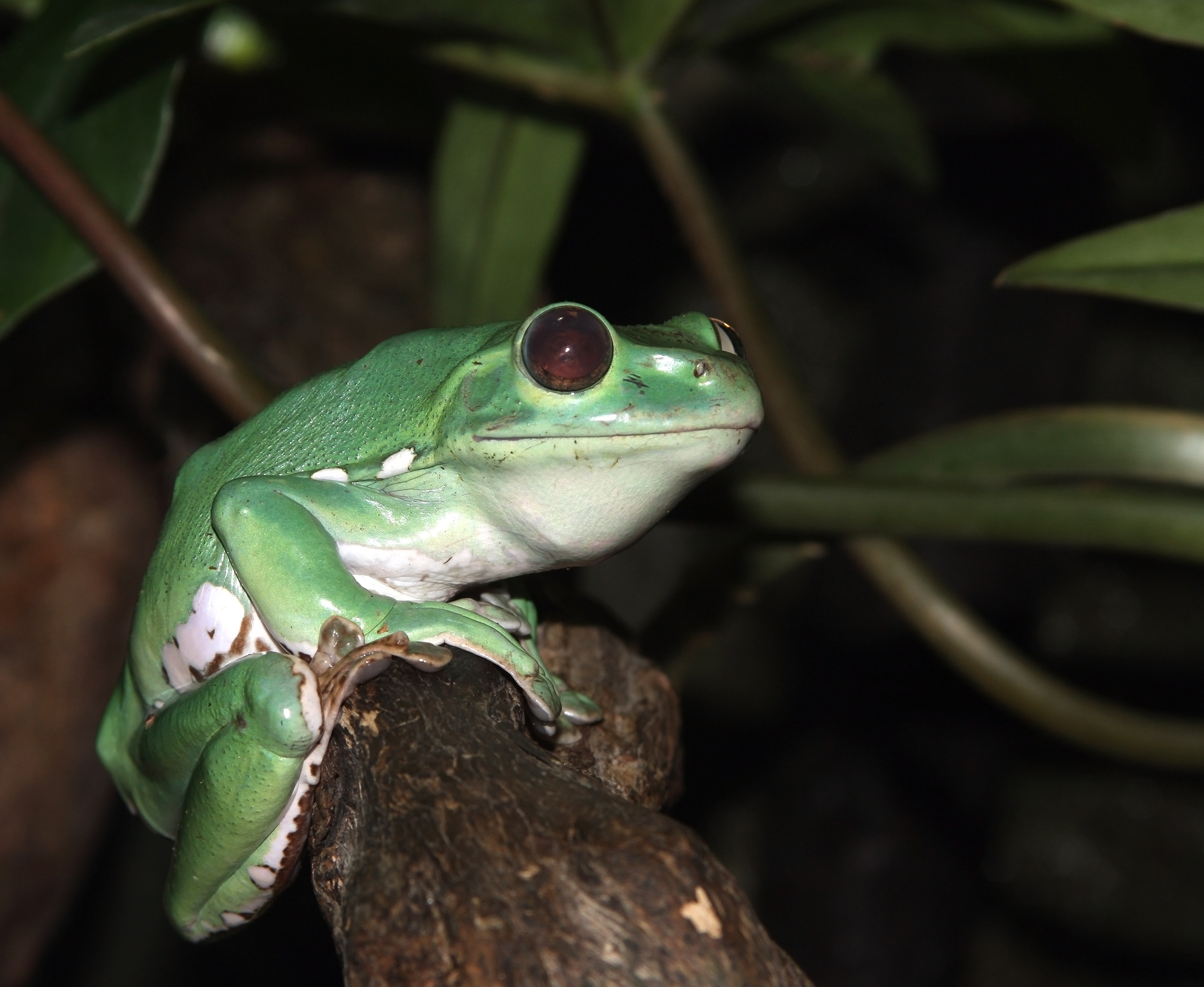
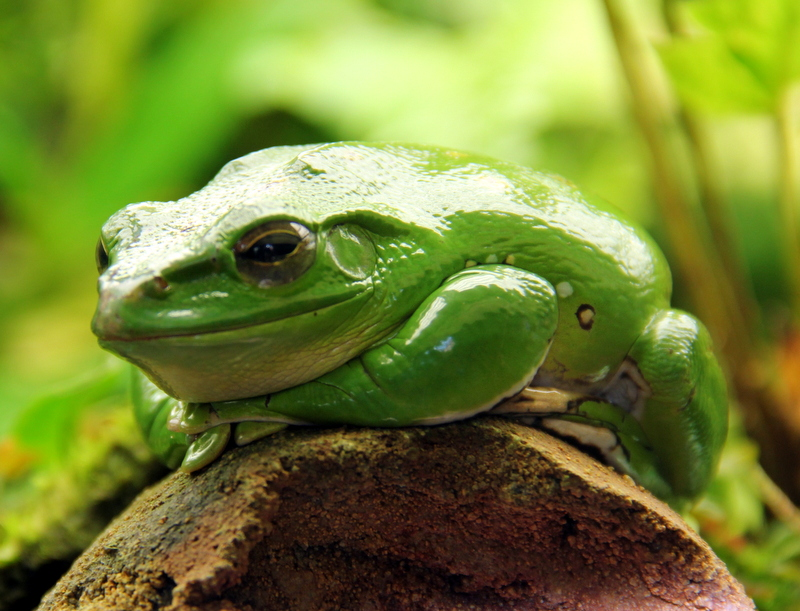
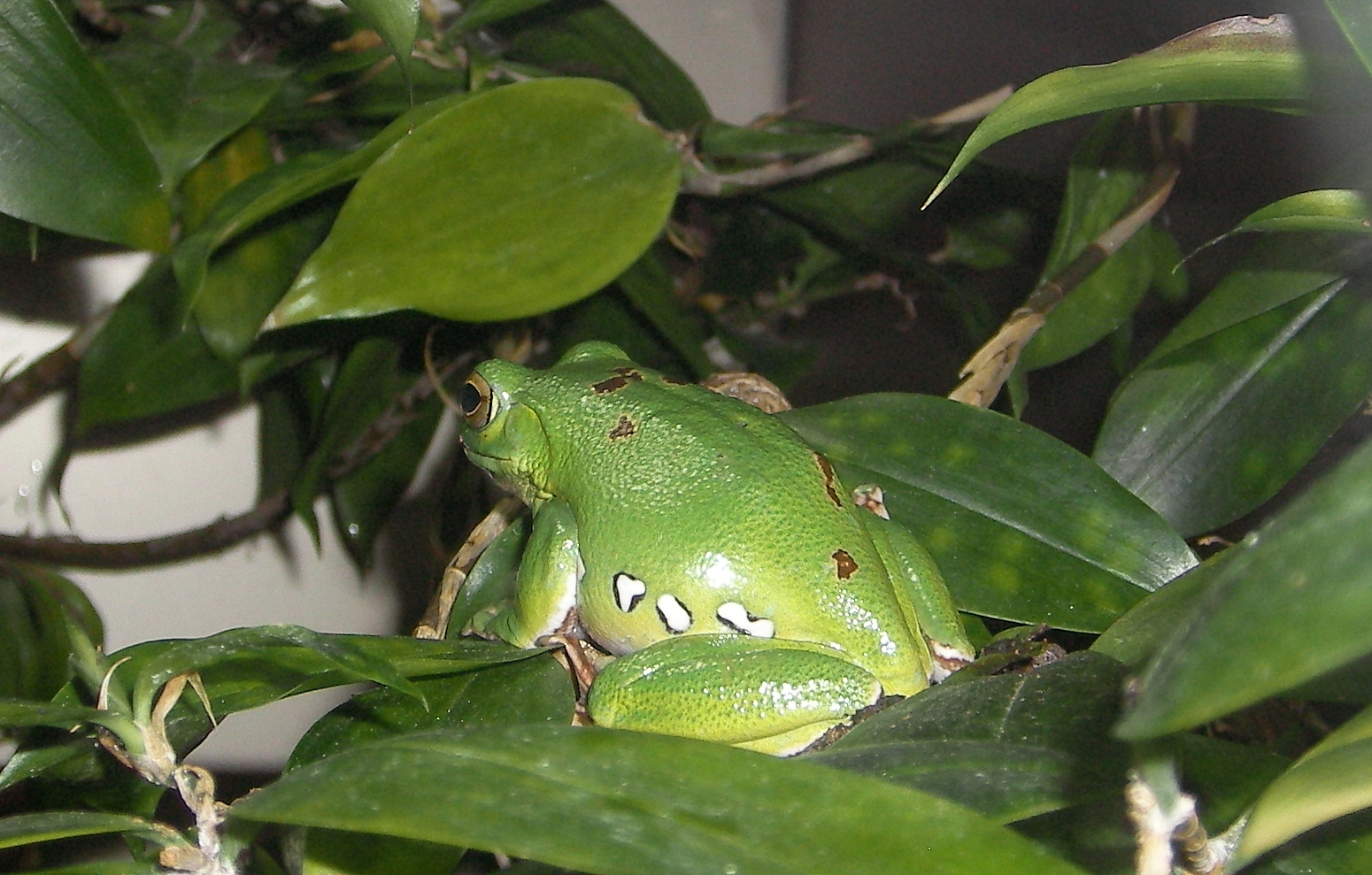